# Dolina Czujska
Dolina Czujska, Kotlina Czujska (kaz. Шу аңғары, Szu anggary; kirg. Чүй өрөөнү, Czüj öröönü; ros. Чуйская долина, Czujskaja dolina) – część doliny rzeki Czu w Kirgistanie i Kazachstanie. Leży na wysokości 500–1200 m n.p.m. Rozciąga się na długości ok. 200 km i szerokości od 15 km na południowym wschodzie do 100 km na północnym zachodzie. Klimat kontynentalny; okres bezmroźny wynosi do 180 dni. Roczna suma opadów oscyluje w granicach 250–400 mm (największe opady w okresie wiosennym). Teren wykorzystywany pod nawadnianą uprawę buraków cukrowych, zbóż, drzew owocowych, winorośli i warzyw. Występują złoża rudy cynku, ołowiu, nieco złota i surowce budowlane. W południowej części doliny znajduje się miasto Biszkek.